# Белебёлка
Белебёлка — село в Поддорском районе Новгородской области России. Административный центр Белебёлковского сельского поселения.

## Этимология
В разных источниках название села пишется по-разному: в писцовой книге 1615 года - Белоболкино, в "Плане генерального межевания" 1780-1790 гг. - Белеболка, в "Столистной карте" 1816 года - Бѣлеболка , в "Списке населённых мест Новгородской Губернии" 1909 года - Бѣлебелка, на Военно-Топографической карте 1915 года - Бѣлебѣлки (вероятно, это ошибка военных картографов, такая же как и "Коробиненъ" вместо "Карабинецъ" в названии одного из соседних сёл).
Существует несколько версий происхождения названия. Наиболее достоверной выглядит версия, сформулированная В. Голубевым для исчезнувшего села Белебелка Владимирской области , в которой он связывает название села с древнерусским словом белебень, "открытое возвышенное место; возвышенность, ничем не защищённое, голое, подверженное ветрам место; пригорок в лесу, заросший деревьями; глубокое место в реке" , сохранившимся в некоторых диалектах украинского языка.
Крайне маловероятно происхождение названия от слова "белка", т.к. оно писалось через Ять, "бѣлка", а название села - через Е, Ё или О.

## География
Расположено на берегах реки Полисть.

## История

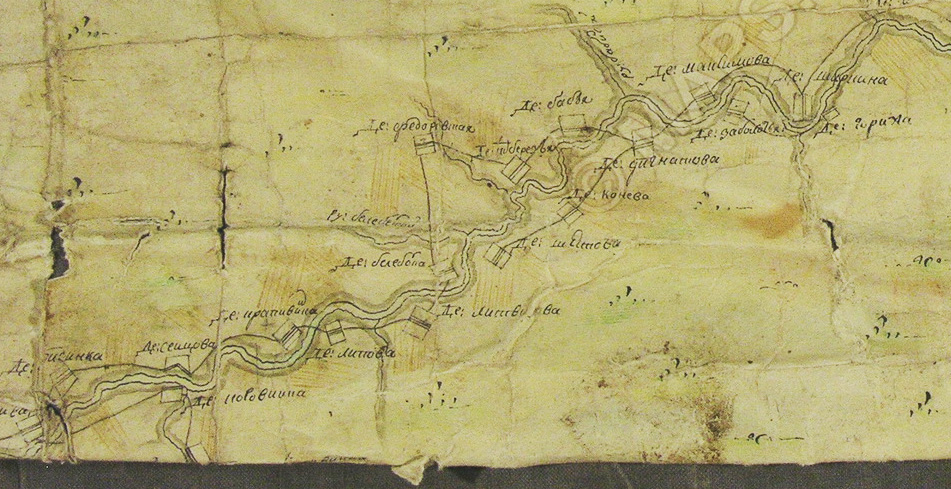
Село Белебелка на Плане Генерального Межевания, 1780-1790 годы. Обозначены деревни, вошедшие в состав современного села: Белебелка, Литвинова, Шестова, Подберезья, Бабья

В XV веке, начиная с которого сохранились писцовые книги Новгородской земли, территория, на которой находится Белебёлка, относилась к Лосскому погосту Старорусского уезда Зарусской половины Шелонской пятины Новгородской земли. Административным центром погоста было село Лось, располагавшееся на Полисти около нынешней деревни Сидорово. Описания Лосского погоста в писцовых книгах XV и XVI веков утеряны полностью или частично, и упоминания Белебелки в дошедших до нас частях нет, как и упоминаний какой-либо из других деревень, вошедших в состав современного села (Литвиново, Бабье, Подберезье, Шестово) . В писцовой книге 1615 года описание Лосского погоста полное, и в нём упоминается деревня Белоболкино:

Деревня Белоболкино пуста, а в ней:
Двор Томилка Григорева, да зятя его Фалелеика Ондреева. Жил на пол-обжи. И Фалелеико убит от литовских людеи, а Томилко перешел в д(ере)вню Бабки на пашню.
Двор Ивашка Ортемева. Жил на чети обжи. Убит от литовских людей.
Да пустых же по Олексееву дозору Безобразова:
Двор Куземки Ондреева. Жил на чети обжи.
Двор Трофимка Трофимова. Жил на чети обжи.
И всего пустых четыре двора.

Там же упоминаются деревни, которые можно отождествить с другими частями села - Бабки "на реке на Полисте", Шестниково (по 3 двора в каждой).
Таким образом, к 1615 году деревня Белоболкино либо запустела в результате гражданской войны, либо её жители дали взятку переписчикам, чтобы не платить налогов, а до запустения в ней было 4 двора. По количеству дворов Белоболкино XVII века не выделялось из основной массы деревень Лосского погоста. Для погоста и всего Старорусского уезда были характерны деревни по 2-4 двора, при этом число деревень во много раз превышало современное. В погостском центре, селе Лось, по переписи 1615 года была церковь, 1 целый двор и два сгоревших.
В XVIII веке Белебелка известна как центр Белебёлковской волости Старорусского уезда Новгородской губернии (источник не указан).
В 1825 году весь Старорусский и часть Новгородского уездов были переданы под военные поселения, все жители мужского пола в возрасте от 18 до 45 лет были зачислены в армию, а дети - в кантонисты. Жители Белебелки были зачислены в 4-й карабинерный полк 3-й гренадерской дивизии. Начальником полка с 06.12.1826 по 06.04.1830 был полковник Н.М. фон Бушен , чьё имя осталось в названии одного из мелиоративных каналов в окрестностях села (Бушена канава). Гражданские органы управления (Старорусский уезд и его волости) были упразднены, вместо них были учреждены военные округа. В Белебелке расположился штаб IX округа.
В 1831 году в Старорусском уезде произошло самое крупное восстание в русской армии за весь XIX век, вошедшее в историю под названием Холерный бунт. Поселяне взбунтовались против режима военных поселений, арестовали и убили некоторых офицеров. Жители Белебелки также восстали, арестовали офицеров и отвезли их в Ст. Руссу . Восстание было жестоко подавлено, но в результате режим был смягчён - военные поселения были преобразованы в округа пахотных солдат. В 1857 году военные поселения и округа пахотных солдат были упразднены.
В 1858 году в селе было открыто приказное училище (начальная школа) .
Большинство жителей Белебелки исповедовало старообрядчество. В Новгородских Епархиальных Ведомостях за апрель 1891 года напечатан отчёт о поездке Старорусского епископа Владимира по епархии, в котором он рельефно описал жизнь в Белебелке:

"... две церкви в Старорусском уезде, а именно - Белебельская и Лешинская на столько обветшали, что требуют возможно скорейшего и значительного исправления. Крайне худая деревянная крыша первой из них (Белебельской) во многих местах даёт течь, от чего балки под полами сгнили и полы колеблются; самый престол стоит не твёрдо и не прямо, покачнулся набок и колеблется; иконостас тоже требует возобновления. Ещё в более жалком состоянии находится Лешинская церковь, тоже деревянная: нижние дубовые венцы её сгнили, отчего церковь наклонилась на одну сторону, а колокольня на другую и наклонилась так сильно, что при сильном ветре можно опасаться за её падение. Так как обе эти церкви находятся в раскольнических приходах, то трудно рассчитывать на местные средства для перестройки названных церквей.
... Хотя в нравственно религиозном состоянии прихожан обозренных церквей и заметно, как я сказал, некоторое улучшение, однако оно всё ещё требует постоянной пастырской заботливости и усиленного труда. Хотя нет у них суеверных обычаев и тяжких преступлений, за то такие пороки как пьянство, уличные хороводные гулянья по вечерам праздничных и воскресных дней, нескромные песни, пляски, азартные игры, сквернословие и т. под. составляют между ними обычное явление.
... особенно много раскольников в приходах Лешинском, Городецком, Белебельском, Должинском, Снежском и некоторых других. Раскольники этой местности остаются доселе по отношению к церкви православной с прежними предубеждениями, ложными верованиями и вековою враждою, не смягчаемою ни временем, ни ...
... Если и были случаи в минувшем году обращения из раскола в православие, то это случаи единичные и их весьма немного"

Согласно "Списку населённых мест Новгородской Губернии", в 1909 году на территории современной Белебелки проживало 693 человека в 112 дворах:
| Деревня    | Количество людей | Количество дворов |
| ---------- | ---------------- | ----------------- |
| Белебелка  | 215              | 27                |
| Бабья      | 174              | 32                |
| Игнатово   | 25               | 4                 |
| Конево     | 50               | 9                 |
| Литвиново  | 113              | 21                |
| Подберезье | 116              | 19                |

Всего в Белебелковской волости проживало 13 тыс. человек. В Белебелке располагались: церковь, часовня (в Бабьей), школа, больница, волостное правление, земская конная станция, земский врач, квартира лесничего, 4 лавки, в т.ч. пивная и винная. 8 сентября устраивалась ежегодная ярмарка .
Затем Белебёлка — районный центр Белебёлковского района, существовавшего с 1 августа 1927 года по 20 сентября 1931 года и с 11 марта 1941 года по 22 июля 1961 года. В районе было 12 сельсоветов и 68 колхозов. Район до 5 июля 1944 года был в составе Ленинградской области.
Во время Великой Отечественной войны в районе Белебелки — центр партизанских действий. Около Белебёлки принял присягу («Клятву партизана») пионер-герой, партизан Лёня Голиков. Также в 1943 году оккупационные немецко-фашистские войска силами мобилизованного трудоспособного местного населения построили узкоколейную железную дорогу Дедовичи — Белебёлка — Волот, которая стала местом многочисленных диверсий со стороны партизан . В селе есть братская могила советских воинов, погибших в годы Великой Отечественной войны.
В 1959 году на реке Полисть в Белебёлке была построена ГЭС. К концу XX века ГЭС, а также некоторые другие предприятия села: «Агросервис», торфопредприятие и дорожно-строительный участок прекратили свою деятельность.

## Население
| 1959 | 2010 |
| ---- | ---- |
| 1152 | ↘345 |

## Экономика
- ТОО «Полисть», участок Гослесхоза и участок «Новгородэнерго»

## Образование
В селе есть школа и детский сад.